# Ottone IV di Baviera
Ottone IV di Wittelsbach (3 gennaio 1307 – Monaco di Baviera, 14 dicembre 1334) fu Duca della Bassa Baviera  dal 1310 fino alla sua morte.

## Biografia
Ottone era l'ultimo dei figli di Stefano I e della moglia Jutta. Successe al padre nel 1310 come coreggente del Ducato della Bassa Baviera, insieme al fratello Enrico XIV ed al cugino Enrico XV.
Nel 1322 entrò in contrasto con i coreggenti e nel 1331 il Ducato di Baviera venne formalmente diviso tra loro tre. Ottone ebbe il controllo di numerose città, tra cui: Burghausen, Traunstein, Ötting e il salisburghese.
Odiando profondamente il fratello, Ottone scelse come successore il cugino, Ludovico, alla sua morte il fratello Enrico XV però si impossessò delle sue terre. Alla morte dell'unico erede di Enrico il ducato passò a Ludovico che lo riunificò con quello dell'Alta Baviera.
Ottone sposò Riccarda di Jülich, figlia del conte Gerardo VI di Jülich. L'unico figlio che nacque da questo matrimonio, Alberto, morì prematuramente.
È sepolto presso la cripta di famiglia nell'abbazia cistercense di Seligenthal a Landshut.

## Ascendenza
|                                           |                              |                                              | Genitori                               |  |  | Nonni |  |  | Bisnonni                   |  |  | Trisnonni                   |  |
|                                           |                              |                                              |                                        |  |  |       |  |  | Ottone II, duca di Baviera |  |  | Ludovico I, duca di Baviera |  |
|                                           |                              |                                              |                                        |  |  |       |  |  | Ottone II, duca di Baviera |  |  | Ludovico I, duca di Baviera |  |
|                                           |                              | Ludmilla di Boemia                           |                                        |  |  |       |  |  | Ottone II, duca di Baviera |  |  |                             |  |
| Enrico XIII, duca della Baviera Inferiore |                              |                                              |                                        |  |  |       |  |  | Ottone II, duca di Baviera |  |  |                             |  |
|                                           |                              | Agnese del Palatinato                        | Enrico V, conte palatino del Reno      |  |  |       |  |  |                            |  |  |                             |  |
|                                           |                              | Agnese del Palatinato                        | Enrico V, conte palatino del Reno      |  |  |       |  |  |                            |  |  |                             |  |
|                                           |                              | Agnese del Palatinato                        | Agnese di Hohenstaufen                 |  |  |       |  |  |                            |  |  |                             |  |
| Stefano I, duca della Baviera Inferiore   |                              | Agnese del Palatinato                        |                                        |  |  |       |  |  |                            |  |  |                             |  |
|                                           |                              | Béla IV, re d'Ungheria                       | Andrea II, re d'Ungheria               |  |  |       |  |  |                            |  |  |                             |  |
|                                           |                              | Béla IV, re d'Ungheria                       | Andrea II, re d'Ungheria               |  |  |       |  |  |                            |  |  |                             |  |
|                                           |                              | Béla IV, re d'Ungheria                       | Gertrude di Merania                    |  |  |       |  |  |                            |  |  |                             |  |
| Elisabetta d'Ungheria                     |                              | Béla IV, re d'Ungheria                       |                                        |  |  |       |  |  |                            |  |  |                             |  |
|                                           |                              | Maria Lascaris di Nicea                      | Teodoro I Lascaris, basileus dei Romei |  |  |       |  |  |                            |  |  |                             |  |
|                                           |                              | Maria Lascaris di Nicea                      | Teodoro I Lascaris, basileus dei Romei |  |  |       |  |  |                            |  |  |                             |  |
|                                           |                              | Maria Lascaris di Nicea                      | Anna Comnena Angelina                  |  |  |       |  |  |                            |  |  |                             |  |
| Ottone IV, duca della Baviera Inferiore   |                              | Maria Lascaris di Nicea                      |                                        |  |  |       |  |  |                            |  |  |                             |  |
|                                           | Boleslao II, duca di Legnica | Enrico II, granduca di Polonia               |                                        |  |  |       |  |  |                            |  |  |                             |  |
|                                           | Boleslao II, duca di Legnica | Enrico II, granduca di Polonia               |                                        |  |  |       |  |  |                            |  |  |                             |  |
|                                           | Boleslao II, duca di Legnica | Anna di Boemia                               |                                        |  |  |       |  |  |                            |  |  |                             |  |
| Bolko I, duca di Świdnica                 | Boleslao II, duca di Legnica |                                              |                                        |  |  |       |  |  |                            |  |  |                             |  |
|                                           |                              | Edvige di Anhalt                             | Enrico I, principe di Anhalt           |  |  |       |  |  |                            |  |  |                             |  |
|                                           |                              | Edvige di Anhalt                             | Enrico I, principe di Anhalt           |  |  |       |  |  |                            |  |  |                             |  |
|                                           |                              | Edvige di Anhalt                             | Ermengarda di Turingia                 |  |  |       |  |  |                            |  |  |                             |  |
| Giuditta di Świdnica                      |                              | Edvige di Anhalt                             |                                        |  |  |       |  |  |                            |  |  |                             |  |
|                                           |                              | Ottone V, margravio di Brandeburgo-Salzwedel | Ottone III, margravio di Brandeburgo   |  |  |       |  |  |                            |  |  |                             |  |
|                                           |                              | Ottone V, margravio di Brandeburgo-Salzwedel | Ottone III, margravio di Brandeburgo   |  |  |       |  |  |                            |  |  |                             |  |
|                                           |                              | Ottone V, margravio di Brandeburgo-Salzwedel | Beatrice di Boemia                     |  |  |       |  |  |                            |  |  |                             |  |
| Beatrice di Brandeburgo-Salzwedel         |                              | Ottone V, margravio di Brandeburgo-Salzwedel |                                        |  |  |       |  |  |                            |  |  |                             |  |
|                                           |                              | Giuditta di Henneberg                        | Ermanno I, conte di Henneberg          |  |  |       |  |  |                            |  |  |                             |  |
|                                           |                              | Giuditta di Henneberg                        | Ermanno I, conte di Henneberg          |  |  |       |  |  |                            |  |  |                             |  |
|                                           |                              | Giuditta di Henneberg                        | Margherita d'Olanda                    |  |  |       |  |  |                            |  |  |                             |  |
|                                           |                              | Giuditta di Henneberg                        |                                        |  |  |       |  |  |                            |  |  |                             |  |